# Parifodynerus parificus
Parifodynerus parificus är en stekelart som beskrevs av Giordani Soika 1961. Parifodynerus parificus ingår i släktet Parifodynerus och familjen Eumenidae. Inga underarter finns listade i Catalogue of Life.